# ГНУ алати за претраживање
ГНУ алати за претраживање или findutils je ГНУ пакет који нуди основне претраживачке програме за претраживање системских директоријума ГНУ и Јуникс базираним рачунарима. Он садржи имплементиране алате find, locate, updatedb, и xargs. Међутим лоцирање и ажурирање је одвојено у посебним пакетима у најновијим верзијама у разним Линукс дистрибуцијама.

## Програми укључени у алате за претраживање
- find - претрага фајлова у хијерархијским директоријумима
- locate- листа фајлова у базама података подударају се шаблонски
- updatedb- ажурирати име датотеке у бази података
- xargs - изгради и изврши командну линију путем стандардног улаза